# Argino
Argino o Argeno (en griego: Ἄργυννος, Árgynnos o Ἄργεννος, Árgennos) fue un erómeno de Agamenón originario de Beocia, descrito como un efebo joven y bello que deshonró a Afrodita. Era hijo de Copreo, nieto de Orcómeno, y de Pisídice, hija de Leucón. Su hermano se llamaba Hipoclo. Fanocles, en su libro Los amores o los bellos, dice que Agamenón, el rey de los griegos, erigió un templo a Afrodita Argino en honor de su amante Argino.
Ateneo, disertando acerca de los efebos favoritos de varios personajes, dice que Íbico citaba a Tálao para Radamantis y que Diotimo mencionaba a Heracles para Euristeo. Se dice, de la misma manera, que Argino fue uno de los favoritos de Agamenón y que se conocieron por primera vez cuando Agamenón vio a Argino bañándose en el Cefiso. Sucedió que más tarde el muchacho se ahogó en ese río porque se bañaba asiduamente en él. Agamenón, apenado, lo enterró y levantó un templo en el lugar dedicado a Venus Arginis. Pero Licimnio de Quíos, en sus Ditirámbicas, dice que se trataba de Himeneo, de quien Argino era un favorito.
Propercio canta que «son testigos de las penalidades de Agamenón los litorales que hizo famosos el castigo de Argino de un río amenazador; tras perder a este joven, el Atrida no zarpó con la flota, retraso expiado con el sacrificio de Ifigenia». Plutarco dice que Agamenón llegó a Beocia tras la caza de Argino, que trataba de eludirlo, y calumniando al mar y a los vientos, se suicidó en el lago Capaide para evitar el acoso amoroso de Agamenón.